# Layla Martínez
Layla Martínez (Madrid, 1987) é uma escritora e colunista espanhola conhecida pelo romance de horror Caruncho, traduzido em 16 idiomas e publicado em 23 países. É também autora dos ensaios Utopía no es una isla, 2020 (Utopia não é uma ilha), e Gestación Surrogada, capitalismo, patriarcado y poder, 2019 (Gestação Sub-rogada, capitalismo, patriarcado e poder).
Em setembro de 2024 tornou-se na primeira escritora espanhola nomeada ao National Book Award por Caruncho.

## Biografia
Layla nasceu em Madrid, em 1987, em uma familia de Cuenca. Formou-se em Ciências Políticas na Universidade Complutense de Madrid e estudou um mestrado em Sexologia na Universidade de Alcalá de Henares.
Em 2012, publicou o livro de poemas El libro de la crueldad (O livro da crueldade); em 2015 lançou Las canciones de los durmientes (As canções dos durmientes). Em 2018 venceu o III prêmio da Faculdade de poesia José Ángel Valente pela obra Cineraria.
Em 2020, publicou Utopia no es una isla, um ensaio que reflete obre como a forma pela qual a sociedade imagina o futuro está fortemente associada aos produtos culturais que consome.
Em 2021, publicou Caruncho na Espanha, publicada em Portugal em 2024 pela editorial Antígona Editores Refractários e traduzida por Guilherme Pires. Trata-se de uma novela de terror psicológico que narra a história de uma família de mulheres numa zona rural do interior da Espanha, marcada por vingança, segredos familiares e a memória da Guerra Civil.
Em 2022, Caruncho foi nomeada como «Melhor obra de Ciência Ficção e Fantasia em espanhol» nos prêmios Celsius, premiada como «Voz Revelação» nos prêmios do Festival 42  e vencedora do prêmio Ignotus 2022 a Melhor Novela Curta.
Também publicou artigos nos jornais Eldiario.es, Público ou El Salto Diario.
Como escritora de contos participou, juntamente com outras autoras, nas antologias Alucinadas, Estío, No son molinos e Infiltradas. 
Traduziu a espanhol junto com Judith del Río a novela autobiográfica Stone Butch Blues da autora e ativista Leslie Feinberg, publicada pela editorial Levanta Fuego em 2021.